# Овдієва Нива
Овдієва Ни́ва — село в Україні, у Вишгородського району Київської області. Населення становить 54 особи. 

## Історія
Виникло наприкінці XIX століття. Перша згадка міститься у довіднику «Список населенных мест Киевской губернии» (1900). У хуторі Овдієва Нива налічувалося 5 дворів, мешкало 77 осіб. Належав хутір Патрикію Ілляшенку. Хутір входив до складу Горностайпільської волості, з 1923 по 1962 — до складу Димерського району, у 1962-1973 — Іванківського району, з 12 квітня 1973 і дотепер село у складі Вишгородського району. 
З утворенням сільських рад у 1923 входило до складу Мануїльської (згодом Соснівської, Любимівської) сільських рад, 12 квітня 1972 року увійшло до складу Богданівської сільської ради. 
1924 року — 37 дворів, 176 жителів, 1926 року — 41 двір, 193 жителі. 
За радянських часів в селі жило близько 300 чоловік. До 60-х років був колгосп. У зв'язку зі створенням Дніпровсько-тетерівського заповідного-лісомисливського господарства колгосп розформували. Село опинилося в межах заповідника, тож 10 квітня 1972 року його передали зі складу Любимівської до складу Богданівської сільських рад. З 2020 року перебуває у складі Димерської селищної громади, старостинського округу, до складу якого також входять села Богдани, Дмитрівка, Ритні, Рихта, Сухолуччя, Толокунь.

## Вулиці
Єдина вулиця, що проходить крізь все село — Лісова.